# 仁鶴・きよしのただいま恋愛中
『仁鶴・きよしのただいま恋愛中』（にかく・きよしのただいまれんあいちゅう）は、TBS系列局（一部を除く）とNET系列局（一部を除く）で放送されていた朝日放送製作のトーク番組・恋愛バラエティ番組である。製作局の朝日放送では1970年1月から1977年9月まで放送。

## 概要
笑福亭仁鶴と西川きよしが司会を務めていた視聴者参加型番組。当初は横山やすしもいたことから『仁鶴・やすきよのただいま恋愛中』と題して放送されていたが、後にやすしが不祥事を起こして降板したため、番組タイトルも変更された。
番組には毎回恋愛中の若者たちが出場し、彼らが展開するのろけ話に仁鶴たちが茶化しを入れていた。後期には、番組後半で「ハレツコーナー」というジグソーパズル形式のゲームを行っていた。制限時間1分以内にパズルを完成させれば時計とダイヤモンドを獲得できたが、時間内に完成できないと「ハレツ」を起こし、パズルがパネルから飛び出して失格とされた。
殆どの期間においては関西ローカルで放送されていたが、1973年4月から1974年9月までは笹岡薬品の一社提供枠であるTBS系列水曜22:30枠で全国にスポンサードネットされていたことがある。全国ネット時代には、同じく水曜22:30枠で放送されていた『前武のおやじバンザイ』からの名残でラジオ版も制作され、TBSラジオなどにもネットされていた。
放送開始翌年の1971年には別の時間帯で、本番組の出場者たちが結婚後に参加することを想定した番組『新婚さんいらっしゃい!』がスタートした。朝日放送はその後も、お見合い番組『プロポーズ大作戦』や『ラブアタック!』、父親が家族とともに参加する前述の『おやじバンザイ』、年輪を重ねた夫婦が参加する『夫婦善哉』など、各世代を対象にした視聴者参加型番組を手掛けていた。

## 放送時間
- 土曜 23:00 - 23:30 （1970年1月 - ） - 関西ローカルで放送。1975年まで朝日放送とネットワーク関係にあった東京放送（現・TBSテレビ）も、全国ネット開始前の1972年7月29日から同11月25日まで本番組を土曜の昼前（11:00→10:30）[1]に番販ネットしていたことがある。また中国放送（RCC）でも1972年10月8日時点では日曜18:25 - 19:00枠で放送していた[2]。
- 水曜 22:30 - 23:00 （1973年4月 - 1974年9月） - 全国ネット番組に昇格。遅れネットを行う局もあったが、その多くは3日遅れの土曜 14:30 - 15:00 に放送していた。
  - 山口県では本来のTBS系列局であるテレビ山口（TYS。当時フジテレビ系列・NETテレビ系列とのクロスネット局）ではなく、日本テレビ系列局の山口放送（KRY）で上述の土曜 14:30 - 15:00 に放送していた[3]が、関西ローカルの番販購入扱いとなった後にテレビ山口に移動して1975年3月29日の時点では土曜15:00 - 15:55に放送していた。[4]
- 日曜 16:30 - 17:25 （1974年10月 - 1975年9月） - 関西ローカルに戻されたが、放送時間は55分に拡大した。一部の局では番組販売扱いでネットを継続。ネット局の編成に応じて30分編集版も用意されていた。腸捻転の解消でTBS系列局からNET系列局へ移譲した地域もあり、NETテレビ（現・テレビ朝日）で関東地区での放送が再開された（後述）。
- 日曜 23:00 - 23:30 （1975年10月 - 1977年9月） - 移動とともに放送時間が全局とも30分に縮小。引き続き関西ローカルで放送され、NETテレビ（1977年4月よりテレビ朝日）など一部の局でも番販ネットされていた（NETでは日曜16:30 - 17:00[1]）。

### ネット局の放送時間
TBS系列最終週の1975年3月29日時点。
- 山陽放送（RSK）：土曜12:00 - 12:55（当時の放送免許地域は岡山県のみ）
- 中国放送（RCC）：土曜18:00 - 18:30（30分版）
- 南海放送（RNB）：土曜14:00 - 14:30（日本テレビ系列・30分版）
- テレビ山口（TYS）土曜15:00 - 15:55

NET系列第1週の1975年4月5日時点
- NETテレビ：土曜 15:00 - 15:55
- 福島テレビ（FTV）：日曜16:00 - 16:30（当時はTBS系列・フジテレビ系列クロスネット局。30分版）[7]
- 岡山放送（OHK）：土曜 16:30 - 17:30（当時の放送免許地域は岡山県のみかつNETテレビ系列・フジテレビ系列クロスネット局）
- 瀬戸内海放送（KSB）：土曜 16:00 - 17:00（当時の放送免許地域は香川県のみ）
- 広島ホームテレビ（UHT・現HOME）：土曜 17:30 - 18:00 （30分版）
- 南海放送（RNB）：土曜14:00 - 14:30（30分版）

## 出演者

### 司会
- 笑福亭仁鶴 - 第1回から最終回まで皆勤出演。
- 横山やすし - 不祥事により、1970年末に降板。
- 西川きよし - 第1回から1975年3月まで出演。
- キャシー中島 - 1975年4月から同年9月まで出演。
- 月亭八方 - 1975年10月から1976年12月まで出演。
- コメディNo.1（坂田利夫・前田五郎） - 1977年1月から最終回まで出演。

### 占い師
- 香川登志緒 - 構成作家も兼任。
- 五味康祐 - 小説家。
- 田中佐和 - プロの占い師。両手を2回叩いて「お答えいたします」というフレーズが定着していた。
- 美輪明宏 - ゲスト出演。

## 備考
- 関西ローカルへの降格後、笹岡薬品は水曜22:30枠のスポンサーから外れ、替わって金曜19:30枠で放送の複数社提供番組『霊感ヤマカン第六感』の筆頭スポンサーに付いた。
- NETテレビでは土曜や日曜の午後に放送されていたため、スポーツ中継や特別番組の時は休止する事がたびたびあった[1]。